# Премия Канеллакиса

Премия Париса Канеллакиса за теоретические и практические достижения (англ. Paris Kanellakis Theory and Practice Award) — ежегодная научная премия Ассоциации вычислительной техники, вручаемая за особые теоретические достижения, которые оказали значительное влияние на практическое развитие информационных технологий. Учреждена в 1996 году в память о Парисе Канеллакисе, греко-американском учёном в области информатики, погибшем вместе с семьёй в авиакатастрофе в Колумбии в 1995 году
. Лауреатам вручается денежная премия в размере в $10 тыс., субсидируемая родителями Канеллакиса, и несколькими тематическими группами ACM (SIGACT, SIGDA, SIGMOD и SIGPLAN) и индивидуальные спонсоры.

## Награждённые
| Год  | Лауреаты                                                                                     | Номинация |
| ---- | -------------------------------------------------------------------------------------------- | --- |
| 1996 | Леонард Макс Адлеман Уитфилд Диффи Мартин Хеллман Ральф Меркл Рональд Линн Ривест Шамир, Ади | За концепцию и первую эффективную реализацию криптосистем с открытым ключом. |
| 1997 | Абрахам Лемпель Якоб Зив                                                                     | За построение наиболее эффективных для конечных кодирующих систем алгоритмов сжатия без потерь LZ77. |
| 1998 | Рэндел Брайнт Эдмунд Кларк, Эрнест Аллен Эмерсон и Кеннет Макмиллан                          | За метод автоматической формальной верификации систем, широко используемый в производстве компьютеров. |
| 1999 | Дэниел Слитор Роберт Тарьян                                                                  | За структуру расширяющегося дерева — одну из наиболее широко используемых структур данных, изобретённых в последние 20 лет. |
| 2000 | Нарендра Кармаркар                                                                           | За разработку метода внутренней точки для линейного программирования, который имеет полиномиальную сложность; а также за реализацию этого метода, показывающую его практическую эффективность. |
| 2001 | Юджин Майерс                                                                                 | За вклад в расшифровку генома человека — полного состава генов ДНК. |
| 2002 | Петр Франашек                                                                                | За плодотворный вклад в теорию и практику кодирования 8-битных последовательностей в 10-битные. |
| 2003 | Гари Миллер Михаэль Ошер Рабин Роберт Соловей Фолькер Штрассен                               | За вклад в практическую реализацию криптографии и демонстрацию возможностей вероятностных алгоритмов проверки простоты — Соловея — Штрассена и Миллера — Рабина. |
| 2004 | Йоав Фройнд Роберт Шапире                                                                    | За разработку и внедрение алгоритма машинного обучения AdaBoost, который значительно снижает ошибку распознавания при анализе данных, фильтрации электронной почты, оптическом распознавании символов и в других приложениях.                                                                                 |
| 2005 | Джерард Хольцманн Роберт Куршан Моше Варди Пьер Вольпе                                       | За вклад в инструментарий формальной верификации программного и аппаратного обеспечения компьютеров" |
| 2006 | Роберт Брайтон                                                                               | За инновационный вклад в синтез логики электронных систем, который ускорил проектирование в EDA-индустрии. |
| 2007 | Бруно Бухбергер                                                                              | За алгоритм построения базиса Грёбнера, который играет ключевую роль в компьютерной алгебре и широко используется в науке и технике. |
| 2008 | Коринна Кортес Владимир Вапник                                                               | За разработку высокоэффективного алгоритма распознавания с помощью метода опорных векторов, интегрированного множества однотипных методов обучения с учителем для задачи классификации и регрессии, который является наиболее часто используемым методом машинного обучения и широко применяется на практике. |
| 2009 | Михир Белларе Филлип Рогавэй                                                                 | За разработку систем доказуемой безопасности, высококачественной и недорогой криптографии — ключевого компонента безопасности Интернета. |
| 2010 | Курт Мельхорн                                                                                | За фундаментальный вклад в разработку алгоритмов, составивших основу библиотеки LEDA. |
| 2011 | Ханан Самет                                                                                  | За исследование задач сортировки дерева квадрантов и других многомерных пространственных структур структур данных. |
| 2012 | Андрей Бродер Мозес Чарикар Пётр Индык                                                       | За прорывную работу над локально-чувствительным хешированием, которая оказала большое влияние на многие области. |
| 2013 | Роберт Блюмоф Чарльз Эрик Лейзерсон                                                          | За вклад в параллельные и распределённые вычисления, включая алгоритм планирования задач и Cilk. |
| 2014 | Джеймс Деммел                                                                                | За работу над библиотеками линейной алгебры, в том числе LAPACK. |
| 2015 | Майкл Лаби                                                                                   | За вклад в коды коррекции ошибок. |
| 2016 | Амос Фиат Мони Наор                                                                          | За новаторский вклад в широковещательное шифрование и отслеживание доступа к конфиденциальной информации, составившими основу современных технологий защиты авторских прав на дисках Blu-ray и для вещательных средств массовой информации                                                                    |
| 2017 | Скотт Шенкер                                                                                 | За новаторский вклад в технологию справедливых очередей в сетях с пакетной коммутацией, оказавший значительное влияние на современную практику. |
| 2018 | Павел Певзнер                                                                                | За новаторский вклад в теорию, разработку и внедрение алгоритмов реконструкции строк и их применение к задаче сборки генома |
| 2019 | Нога Алон Филлип Гиббонс Йосси Матиас Марио Сегеди                                           | За плодотворные работы по основаниям алгоритмов потоковой передачи и их приложениям к анализу больших массивов данных |
| 2020 | Йосси Азар Андрей Бродер Анна Карлин Михаэль Мценмахер Эли Упфаль                            | За открытие и анализ алгоритмов балансировки нагрузки «power of two choices», получивших широкое практическое применение. |
| 2021 | Аврим Блюм Ирит Динур Синтия Дворк Фрэнк Макшерри Кобби Нисим Адам Смит                      | За фундаментальный вклад в разработку методов дифференциальной приватности. |
| 2022 | Майкл Барроуз Паоло Ферраджина Джованни Мандзини                                             | За изобретение преобразования Барроуза — Уилера и индекса Фераджины — Мандзини, оказавших значительное влияние на направление сжатых структур данных с фундаментальным значением для вычислительной биологии                                                                                                  |
| 2023 | Гай Блеллок Джулиан Шан Лакшман Дхулипала                                                    | За вклад в разработку алгоритмов, в том числе создание фреймворков Ligra, GBBS и Aspen, видоизменивших технологии крупномасштабной графовой обработки на системах с разделяемой памятью. |